# 玉山当归
玉山當歸（学名：[Angelica morrisonicola] 错误：{{Lang}}：文本有斜体标记（帮助））为伞形科当归属的植物，为台灣的特有植物。分布于台灣，生长于海拔3,000米至3,500米的地区，常生长在高山地区。

## 变种
南湖當歸（学名：[Angelica morrisonicola var. nanhutashanensis] 错误：{{Lang}}：文本有斜体标记（帮助））为伞形科当归属玉山当归的变种。分布在台湾等地，為台灣的特有植物。